# Рогово (Рипінський повіт)
Рогово (пол. Rogowo, нім. Ragau) — село в Польщі, у гміні Рогово Рипінського повіту Куявсько-Поморського воєводства.
Населення — 601 особа (2011).
У 1975-1998 роках село належало до Влоцлавського воєводства.

## Демографія
Демографічна структура станом на 31 березня 2011 року:
|          | Загалом | Допрацездатний вік | Працездатний вік | Постпрацездатний вік |
| -------- | ------- | ------------------ | ---------------- | -------------------- |
| Чоловіки | 297     | 66                 | 207              | 24                   |
| Жінки    | 304     | 58                 | 186              | 60                   |
| Разом    | 601     | 124                | 393              | 84                   |